# Nicolas Farina
Nicolas Farina (* 9. August 1986 in Metz) ist ein ehemaliger französischer Fußballspieler. 

## Karriere
Nicolas Farina begann mit dem Fußball in seiner Geburtstag, als er der Jugend des damaligen Erstligisten FC Metz beitrat. Zur Saison 2005/06 kam er in den Profikader. Am 15. März 2006 kam Farina zu seinem Profidebüt, als er am letzten Spieltag der Ligue 1, gegen Paris Saint-Germain, in der 79. Minute für Laurent Agouazi eingewechselt wurde. Zu diesem Zeitpunkt stand allerdings der Abstieg vom FC Metz in die Ligue 2 bereits fest. In der Zweitliga-Saison kam Farina immerhin zu einem Einsatz. Ein Stammplatz blieb ihm jedoch verwehrt.
Der Wiederaufstieg konnte geschafft werden, wobei er zur Saison 2007/08 verliehen wurde und beim unterklassigen Klub AS Cannes unterkam. Zur Saison 2008/09 kehrte Farina zum FC Metz zurück. Trotz 23 Saisoneinsätzen blieb ihm erneut ein Stammplatz verwehrt. Aus diesen Gründen ging Farina 2009 zum damaligen Drittligisten FC Évian Thonon Gaillard. 2010 stieg er mit dieser Mannschaft in die Ligue 2 auf. 2011 gelang gar der Durchmarsch in die Ligue 1.
Am 14. Juni 2012 gab der damalige deutsche Zweitligist Energie Cottbus die Verpflichtung Farinas mit einer Vertragslaufzeit bis 2014 bekannt. Im Sommer 2014 verließ er den Verein mit unbekanntem Ziel. Nach einem halben Jahr ohne Verein heuerte er im Januar 2015 bei damaligen luxemburgischen Zweitligisten RFC Union Luxemburg an, mit dem der Aufstieg in die BGL Ligue gelang. Zur Saison 2015/16 wechselte er zum rumänischen Verein Petrolul Ploiești, wo sein Vertrag am 7. Januar 2016 nach nur acht Spielen wieder aufgelöst wurde. Im Februar 2016 wechselte er zum französischen Viertligisten Stade Olympique Choletais in die Region Pays de la Loire. In der Saison 2016/17 stieg er mit dem Verein in die Drittklassige National auf. Im Sommer 2018 beendete er dann seine aktive Karriere.